# Końskie
Końskie là một thị trấn thuộc huyện Konecki, tỉnh Świętokrzyskie ở trung tâm Ba Lan. Thị trấn có diện tích 18 km². Đến ngày 1 tháng 1 năm 2011, dân số của thị trấn là 19962 người và mật độ 1128 người/km².